# Murilo
Murilo es un pueblo, atolón, y un municipio en el estado de Chuuk, parte de los Estados Federados de Micronesia.
Este atolón se encuentra a 9 km al Noreste del atolón de Nomwin y 101 km al Noreste de Chuuk. Junto con Nomwin forma el grupo de las islas Hall.